# Drużyna Pierścienia (dziewięciu wędrowców)
Drużyna Pierścienia – w powieści Władca Pierścieni autorstwa J.R.R. Tolkiena nazwa określająca dziewięciu wędrowców: Froda Bagginsa, który wyrusza do Góry Przeznaczenia w Mordorze, aby zniszczyć Jedyny Pierścień, i jego ośmiu towarzyszy.
W Drużynie znaleźli się przedstawiciele tych wszystkich Wolnych Ludów Śródziemia, które zdecydowały się stanąć naprzeciw rosnącej sile Saurona. Decyzja o jej utworzeniu zapadła w trakcie Narady u Elronda, zaś dokładną liczbę członków Drużyny (dziewięciu wobec dziewięciu Upiorów Pierścienia) i jej skład osobowy ustalone zostały wkrótce po zakończeniu Narady.
Towarzyszami Froda Bagginsa byli: Gandalf, dwóch ludzi: Aragorn (Dúnadan z Eriadoru, dziedzic Isildura), Boromir (syn namiestnika Gondoru Denethora II), elf Legolas (syn króla Thranduila z Mrocznej Puszczy), krasnolud Gimli (z Ereboru) oraz trzech hobbitów: Meriadok Brandybuck, Samwise Gamgee i Peregrin Tuk.
Wszyscy członkowie Drużyny zgłosili się do niej dobrowolnie. Każdy miał prawo wycofać się lub zawrócić z drogi, lub skręcić na inne ścieżki, jeżeli nadarzy się możliwość, gdyż – jak w swych słowach pożegnania mówił Elrond – nie wiąże was przysięga ani obietnica, nie jesteście obowiązani iść dalej niż zechcecie.
Prowadzona przez Gandalfa Drużyna Pierścienia wyruszyła z Rivendell 25 grudnia 3018 Trzeciej Ery. Dotarłszy do Gór Mglistych, nie mogąc sforsować zaśnieżonych przełęczy, zadecydowano o skorzystaniu z drogi wiodącej przez kopalnie Khazad-dûm. Przeprawa zakończyła się upadkiem Gandalfa z Mostu Khazad-dûm. Dowództwo w Drużynie przejął Aragorn, który poprowadził ją do lasów Lothlórien i dalej biegiem Anduiny do Wodogrzmotów Rauros.
26 lutego 3019 Drużyna rozpadła się. W trakcie odpoczynku na Amon Hen wędrowcy zostali napadnięci przez wysłanników Sarumana, Uruk-hai. W walce z nimi poległ Boromir. Meriadok i Peregrin zostali pojmani, Frodo i Samwise ruszyli dalej do Mordoru przez Emyn Muil, zaś Aragorn, Legolas oraz Gimli postanowili ścigać Uruk-hai w nadziei uratowania hobbitów.